# Titularbistum Calynda
Calynda (ital.:  Calinda) ist ein Titularbistum der römisch-katholischen Kirche.
Es geht zurück auf ein ehemaliges Bistum in der antiken Stadt Kalynda in der kleinasiatischen Landschaft Lykien im Südwesten der heutigen Türkei, das der Kirchenprovinz Myra angehörte.
| Titularbischöfe von Calynda |                                                      |                                                         |                   |                  |
| Nr.                         | Name                                                 | Amt                                                     | von               | bis              |
| 1                           | Alexandre Berlioz MEP                                | Apostolischer Vikar von Hakodate (Japan)                | 24. April 1891    | 15. Juni 1891    |
| 2                           | Augustin-François Baslé MEP                          | Koadjutorbischof von Mysore (Indien)                    | 15. Dezember 1905 | 2. Juni 1910     |
| 3                           | Adolfo Verrienti                                     | Prälat von Altamura und Acquaviva delle Fonti (Italien) | 23. Juni 1910     | 15. Januar 1932  |
| 4                           | Francesco De Pietro                                  | emeritierter Bischof von Acerra (Italien)               | 28. Januar 1932   | 22. Januar 1934  |
| 5                           | William David O’Brien Titularerzbischof pro hac vice | Weihbischof in Chicago (USA)                            | 10. Februar 1934  | 19. Februar 1962 |
| 6                           | Warren Louis Boudreaux                               | Weihbischof in Lafayette (USA)                          | 19. Mai 1962      | 4. Juni 1971     |